# Louis Duerloo
Louis Duerloo (Essen, 7 de julio de 1910 - Mijas, España, 30 de septiembre de 1977) fue un ciclista belga que fue profesional entre 1932 y 1938. 
Durante su carrera deportiva consiguió 15 victorias, entre las cuales destacan el Campeonato de Ciclismo en ruta de Bélgica, el 1933, y el Tour de Flandes, el 1935. 

## Palmarés
- 1933
  - Campeón de Bélgica en ruta
- 1934
  - 1º en el Tour de Hesbaye
  - 1º en Stad Kortrijk
  - 1º en Zwijndrecht
  - 1º en Bree
  - 1º en Wouw
  - Vencedor de una etapa en el Tour del Oeste
- 1935
  - 1º en el Tour de Flandes
  - 1º en Mariaburg
- 1936
  - 1º en la Bruselas-Hozemont
  - 1º en el Gran Premio de Oostende
  - 1º en Opglabbeek
- 1937
  - 1º en Malines
  - 1º en Heist-ann-Zee
  - 1º en Kapelle-op-den-Bos